# 愛沙尼亞獨立戰爭
愛沙尼亞獨立戰爭是愛沙尼亞軍隊及其盟友（主要是白軍、拉脫維亞軍隊和英國軍隊）和蘇俄軍隊之間的一場戰爭。戰爭進行於1918年至1920年期間。愛沙尼亞獨立戰爭的結果是愛沙尼亞和蘇俄簽訂塔爾圖和約，愛沙尼亞取得獨立。

## 外部連結
- Estonica: Estonian War of Independence （页面存档备份，存于）
- The Baltic States from 1914 to 1923: The First World War and the Wars of IndependencePDF（1.24 MiB） - in Baltic Defence Review No.8 Volume 2/2002